# Caldwell (New Jersey)
Pour les articles homonymes, voir Caldwell.
Caldwell est un borough du comté d'Essex dans l'État du New Jersey, aux États-Unis.
Il fait partie de l'agglomération new-yorkaise. Grover Cleveland, 22e et 24e président des États-Unis y est né.